# Оплотниця
Оплотниця (словен. Oplotnica) — поселення в общині Оплотниця, Подравський регіон‎, Словенія.